# Speocera suratthaniensis
Speocera suratthaniensis là một loài nhện trong họ Ochyroceratidae. Loài này phân bố ở Thailand.